# Hans Poppe
Hans Albert Poppe (* 23. November 1928 in Berlin; † 13. August 1999) war ein deutscher Szenenbildner.

## Leben
Poppe war der Sohn des Musikdirektors und Organisten Hans Karl August Poppe und der Gesangspädagogin Margarethe Poppe. Er schloss den Besuch des Leibniz-Gymnasiums 1945 mit der Notreife ab und studierte ab 1946 Bühnenbild an der Hochschule für Angewandte Kunst in Berlin-Weißensee. Anschließend hospitierte er 1949 bei der DEFA und arbeitete dort als Kunstmaler. Ab 1953 war er Mitarbeiter im Team von Szenenbildner Erich Zander und arbeitete ab 1956 als eigenständiger Szenenbildner bei der DEFA.
Von Beginn an widmete sich Poppe dem Kinder- und Jugendfilm, so entstanden 1958 Die Geschichte vom armen Hassan, 1959 Natürlich die Nelli! und 1960 Hatifa. In den 1960er-Jahren zählten Märchenfilme und biografische Arbeiten, darunter Der verlorene Engel von Ralf Kirsten über das Leben des Bildhauers Ernst Barlach, zu seinen Werken. Zahlreiche Gegenwartsfilme entstanden in Zusammenarbeit mit den Regisseuren Ralf Kirsten, Rainer Simon und Horst Seemann.
Poppe war mit Szenenbildnerin Marianne Willmann verheiratet und lebte bis zu seinem Tod 1999 in Kleinmachnow unweit von Berlin.

## Filmografie (Auswahl)
- 1954: Pole Poppenspäler (Bauausführung)
- 1955: Das Fräulein von Scuderi (Bauausführung)
- 1956: Die Millionen der Yvette (Bauausführung)
- 1957: Alter Kahn und junge Liebe
- 1958: Die Geschichte vom armen Hassan
- 1959: Natürlich die Nelli!
- 1959: Das Feuerzeug
- 1960: Hatifa
- 1960: Der Moorhund
- 1961: Der Mann mit dem Objektiv
- 1961: Schneewittchen
- 1962: Die Jagd nach dem Stiefel
- 1962: Das verhexte Fischerdorf
- 1963: Beschreibung eines Sommers
- 1964: Mir nach, Canaillen!
- 1964: Pension Boulanka
- 1967: Frau Venus und ihr Teufel
- 1967: Dornröschen
- 1968: Wie heiratet man einen König?
- 1968: Schüsse unterm Galgen
- 1970: Hart am Wind
- 1971: Der Mann, der nach der Oma kam
- 1976: Konzert für Bratpfanne und Orchester
- 1977: Tambari
- 1978: Zünd an, es kommt die Feuerwehr
- 1979: Blauvogel
- 1983: Olle Henry
- 1984: Die Frau und der Fremde
- 1988: Die Schauspielerin
- 1990: Biologie!
- 1991: Der Fall Ö.

## Auszeichnungen
- 1985: Für „hervorragende Leistungen als Filmszenenbildner“ Heinrich-Greif-Preis[1]
- 1989: Kunstpreis des FDGB im Kollektiv für Die Schauspielerin
- 1990: 6. Nationale Spielfilmfestival der DDR: „Preis für Szenenbild“ (für Die Schauspielerin zusammen mit Jadup und Boel)